# Gräberfeld von Oberflacht
Das Gräberfeld von Oberflacht ist ein großes fränkisch-alamannisches Gräberfeld der Merowingerzeit in der Gemeinde Seitingen-Oberflacht im Landkreis Tuttlingen.

## Fund

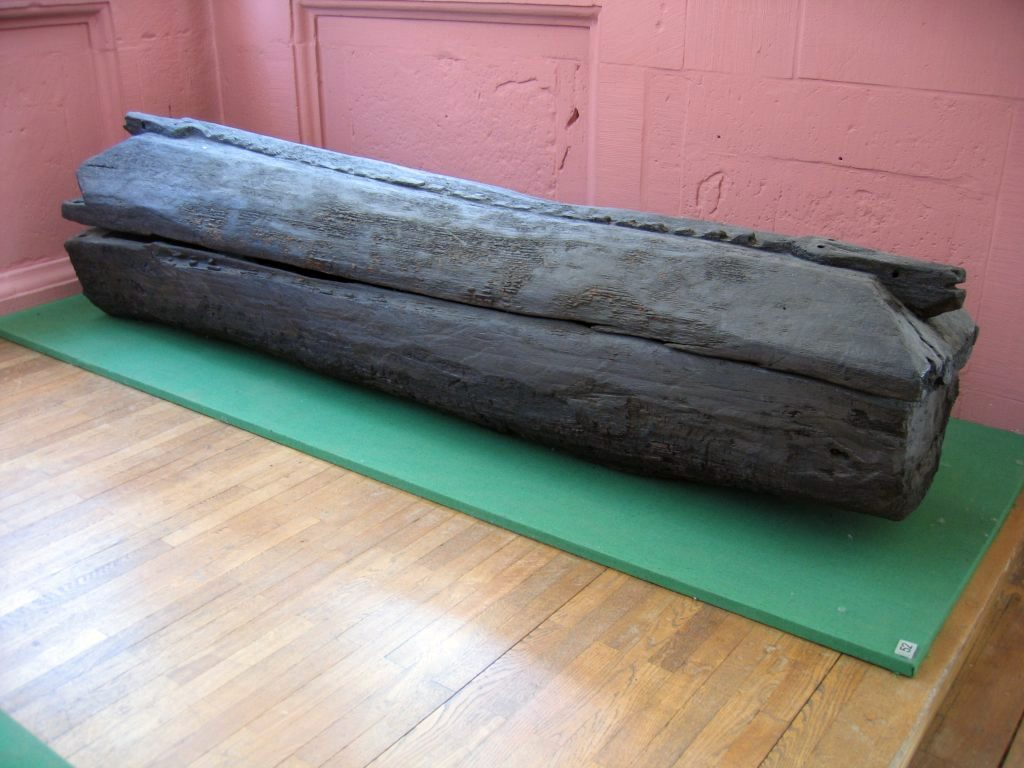
Baumsarg aus dem frühmittelalterlichen Gräberfeld von Oberflacht (Kreis Tuttlingen) im Römisch Germanischen Zentralmuseum

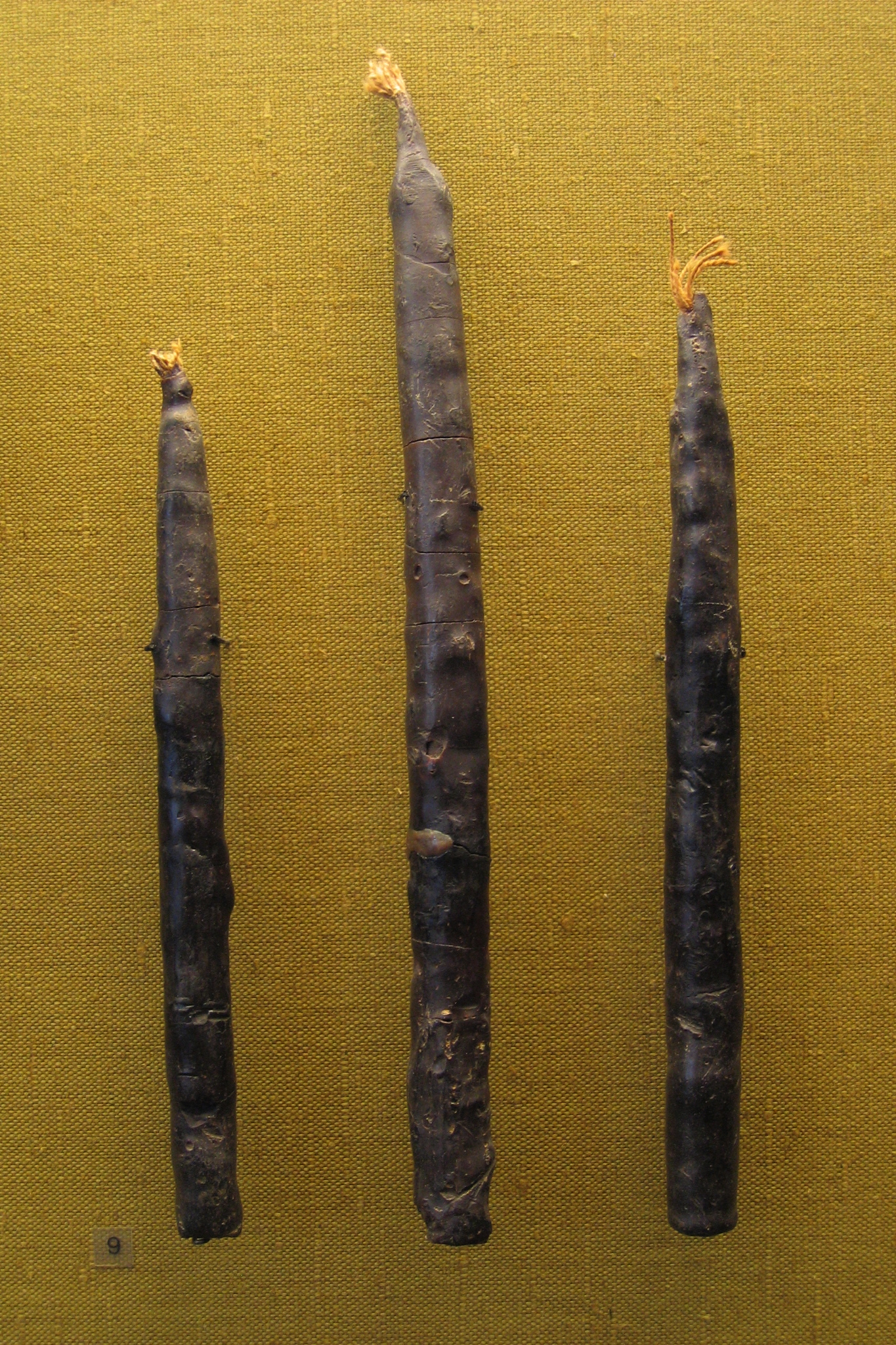
Bienenwachskerzen aus dem Gräberfeld, die ältesten erhaltenen Wachskerzen nördlich der Alpen

Das Gräberfeld wurde um 1810 im württembergischen Oberflacht entdeckt, fand jedoch zunächst wenig Beachtung. 1846 wurde es durch Ferdinand von Dürrich und Wolfgang Menzel in Teilen erforscht. Um 1890 fanden weitere unsystematische Sondierungen im Gräberfeld statt. Systematische Grabungen wurden 1933/34 von Walther Veeck durchgeführt, bei denen über 300 Gräber freigelegt werden konnten. Deren wissenschaftliche Dokumentation ging jedoch im Zweiten Weltkrieg verloren. Erst in den 1990er-Jahren wurde von Siegwalt Schiek und Peter Paulsen eine Aufnahme der bisherigen Funde zusammengestellt und eine wissenschaftliche Bearbeitung aller bekannten Funde vorgelegt.

## Befunde
Der bislang untersuchte Bereich mit über 300 Bestattungen dürfte nur einen Ausschnitt aus einem vermutlich größeren Gräberfeld darstellen. Die Belegung des Friedhofes beginnt im 6. Jahrhundert und erstreckt sich bis zum Beginn des 7. Jahrhunderts. Die Funde belegen die Anwesenheit einer überdurchschnittlich wohlhabenden alamannischen Familie am Ort. Die Toten lagen in plastisch verzierten Baumsärgen oder hölzernen Grabkammern. Aufgrund des geologischen Untergrundes sind viele organische Funde durch Feuchtbodenerhaltung erhalten geblieben. Ein großer Teil der Gräber wurde in Grundwasser führenden Bodenschichten angelegt, so dass die Grabbauten mit Wasser gefüllt und von der Sauerstoffzufuhr abgeschnitten wurden. Darum haben sich neben den Grabbeigaben aus Metall- und Keramik hier auch die Gegenstände aus Holz und Textilien erhalten. Die Funde zeigen deutlich, wie man sich die damaligen Grabausstattungen auch in anderen Gräberfeldern vorzustellen hat. Zu den reichen Holzbeigaben zählen gedrechselte und geböttcherte Gefäße wie Eimer, Kannen, Teller; reich verzierte Möbel wie Betten, Stühle, Tische, Truhen; Waffen wie Schilde und Bögen; Handwerksgeräte wie Schuhleisten oder gedrechselte Holzstäbe mit unsicherer Funktion, die von Historikern als Richterstäbe gedeutet werden. Zu den Glanzstücken der Holzfunde gehört eine in großen Teilen erhaltene Leier aus dem Sängergrab (Grab Nr. 31). Daneben wurden weitere organische Gegenstände wie Bienenwachskerzen, Getränke- und Speisereste gefunden. Von den ursprünglich auch in großer Zahl vorgefundenen Textilien konnte aufgrund noch nicht entwickelter Bergungs- und Konservierungsmöglichkeiten nur ein Bruchteil erhalten werden.

## Bedeutung
Das Gräberfeld gehört zu den bedeutendsten Funden aus der Alamannenzeit in ganz Europa. Die einzigartigen hölzernen Gegenstände, die man in den Gräbern aus der ersten Hälfte des 6. Jahrhunderts fand, geben der Wissenschaft wichtige Aufschlüsse über das Leben der Alamannen. Die in dem Sängergrab gefundene Leier ist einer der äußerst seltenen Funde eines Musikinstruments, zu denen es nördlich der Alpen nur wenige Vergleichsstücke wie beispielsweise die Trossinger Leier gibt. Zur Erinnerung an diesen bedeutenden Fundplatz und speziell an das Sängergrab mit der Leier errichtete der Sängergau Schwarzwald einen Gedenkstein an der Landstraße 432.

## Aufbewahrung
Die Funde der alten Grabungen wurden über zahlreiche Sammlungen verteilt und gelangten teilweise auch in Privatbesitz. Viele Textil- und Holzfunde sind aufgrund der noch unzulänglichen Konservierungsmethoden nicht erhalten geblieben oder verschollen. Einige Funde, die im Museum für Vor- und Frühgeschichte in Berlin lagen sind kriegsbedingt verschollen. Ein Teil befindet sich im Württembergischen Landesmuseum in Stuttgart in der archäologischen Dauerausstellung. Im Germanischen Nationalmuseum (Nürnberg), befinden sich 2 Baumsärge und ein Seidenkreuz aus dem Gräberfeld. Einige der Grabfunde werden in Seitingen-Oberflacht in einem kleinen Museum ausgestellt.

## Zeichnungen der Funde, Mitte 19. Jahrhundert

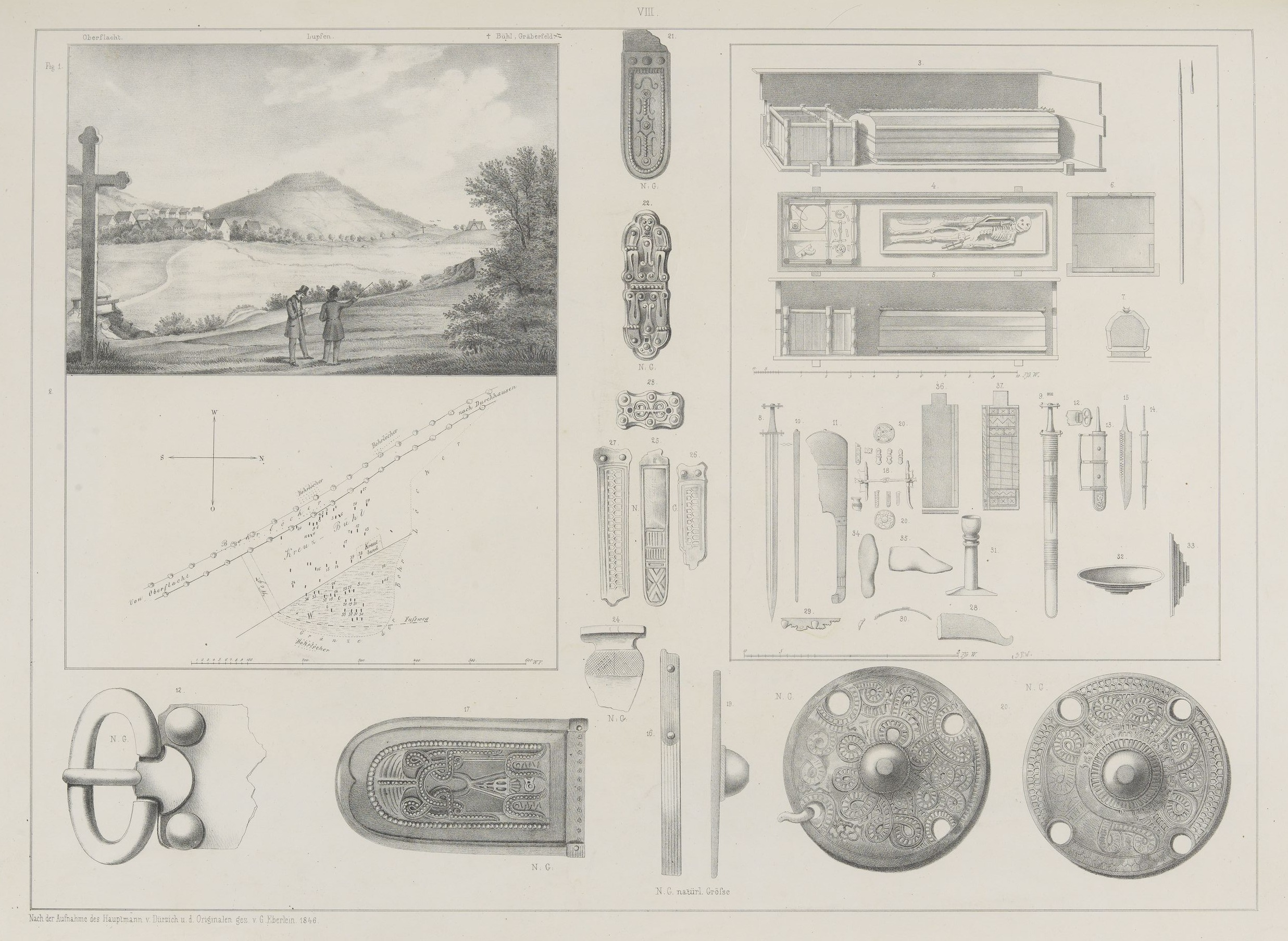
Tafel VIII
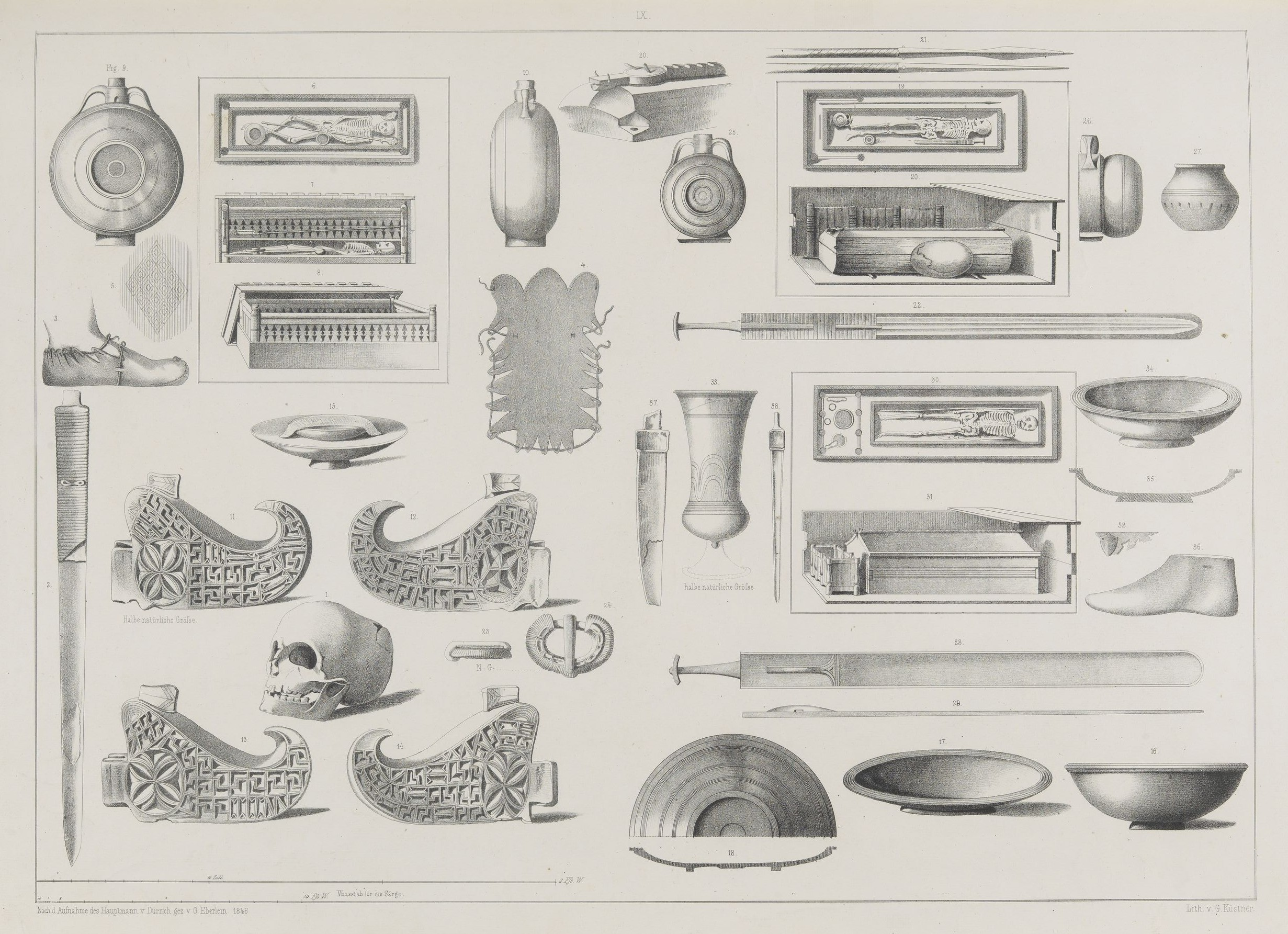
Tafel IX
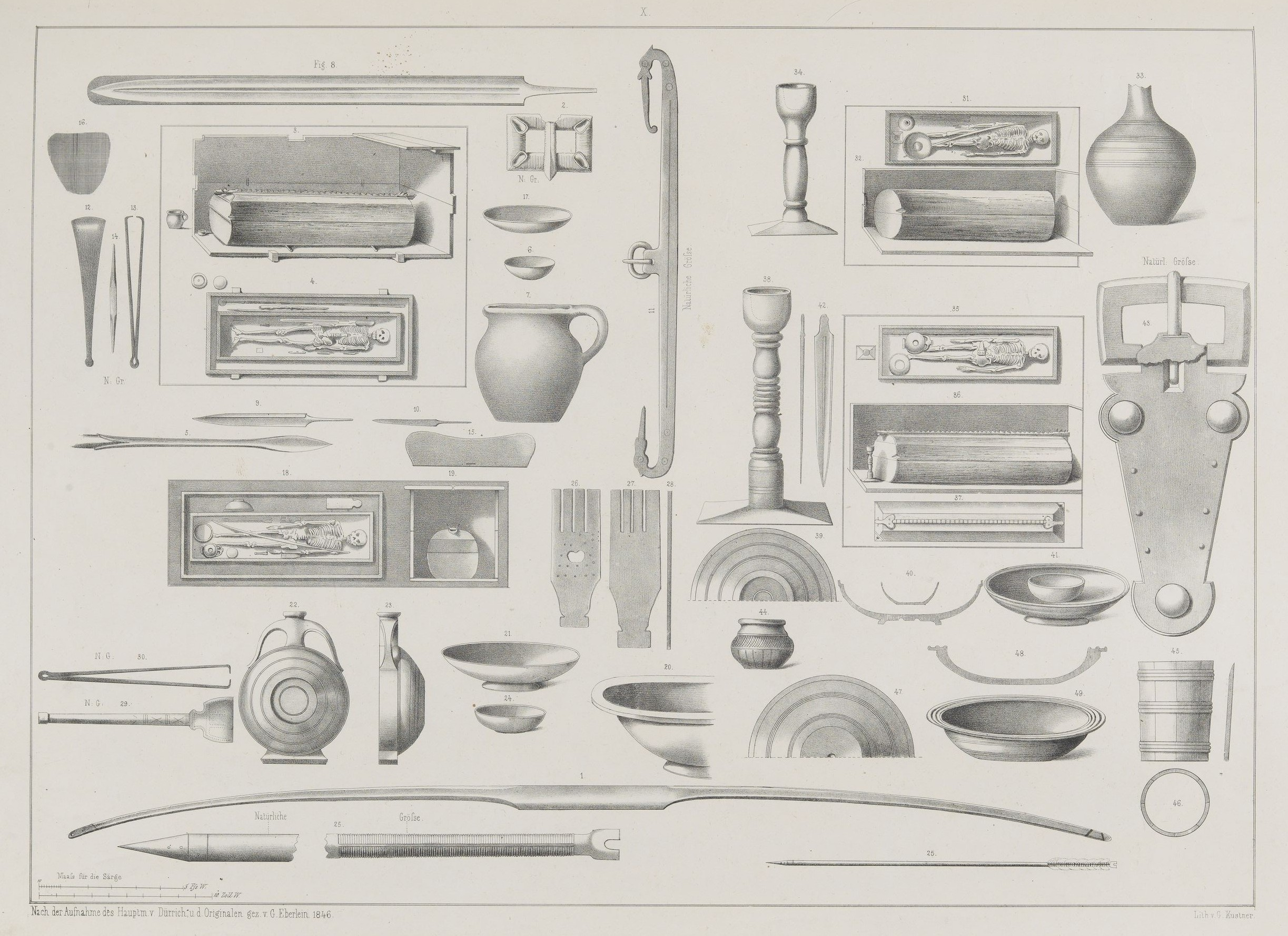
Tafel X
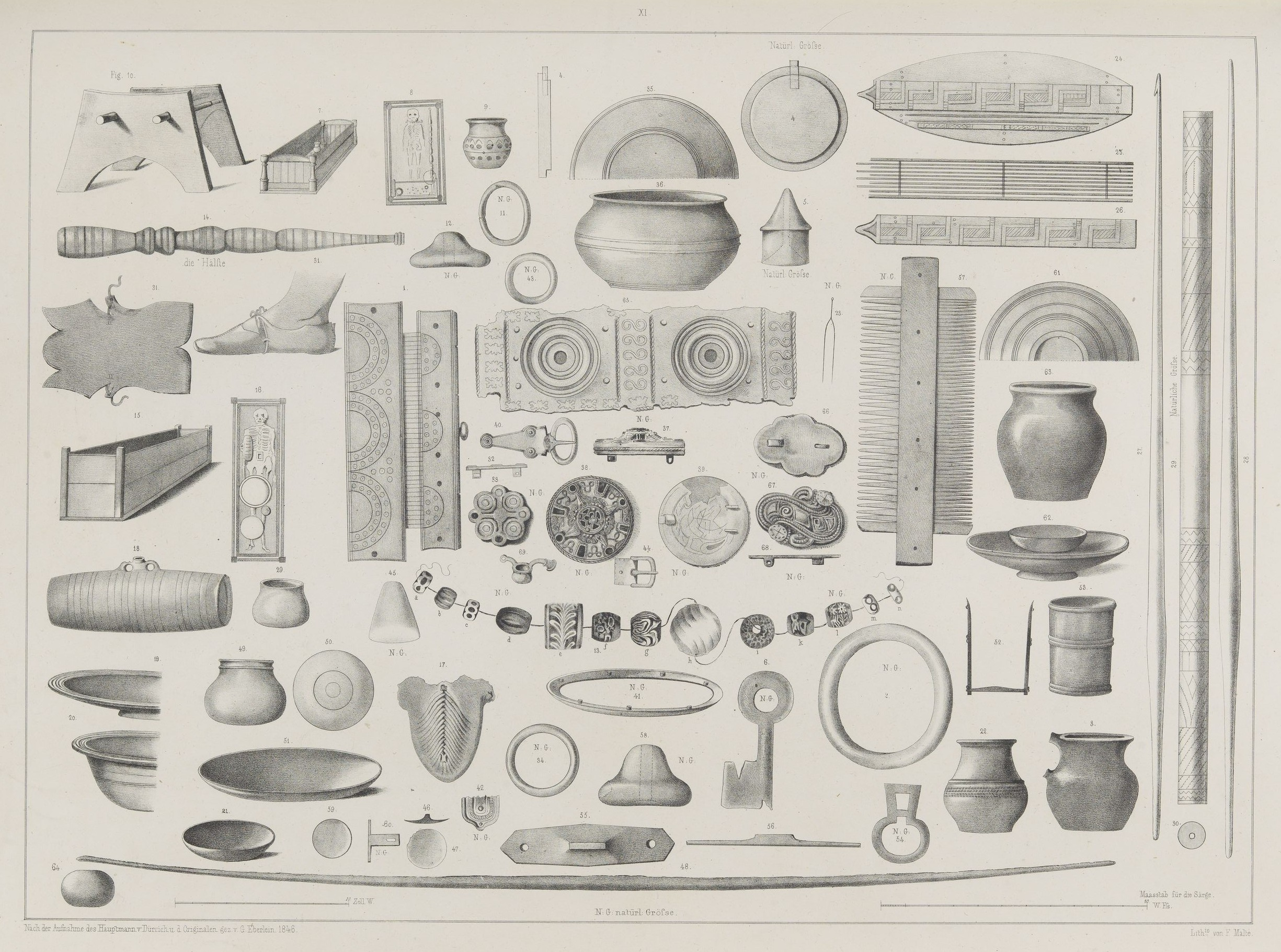
Tafel XI

## Fundstelle
An der Fundstelle des Gräberfeldes befindet sich heute eine Hinweistafel auf welcher "Alamannisches Gräberfeld" zu lesen ist. 1950 stellte der Sängerverein eine Gedenkstein für das Sängergrab auf. Auf diesem ist zu lesen: "Im Jahre 1846 fand man hier bei Ausgrabungen einen jungen Alemannischen Krieger mit Schwert und Leierim Arm der Ewigkeit entgegen schlummernd. Die Sänger der Heimat weihen ihm diesen Stein. 1950". Eine Rekonstruktion des Grabes kann, neben einigen Baumsärgen, im Museum in Oberflacht gesehen werden. 

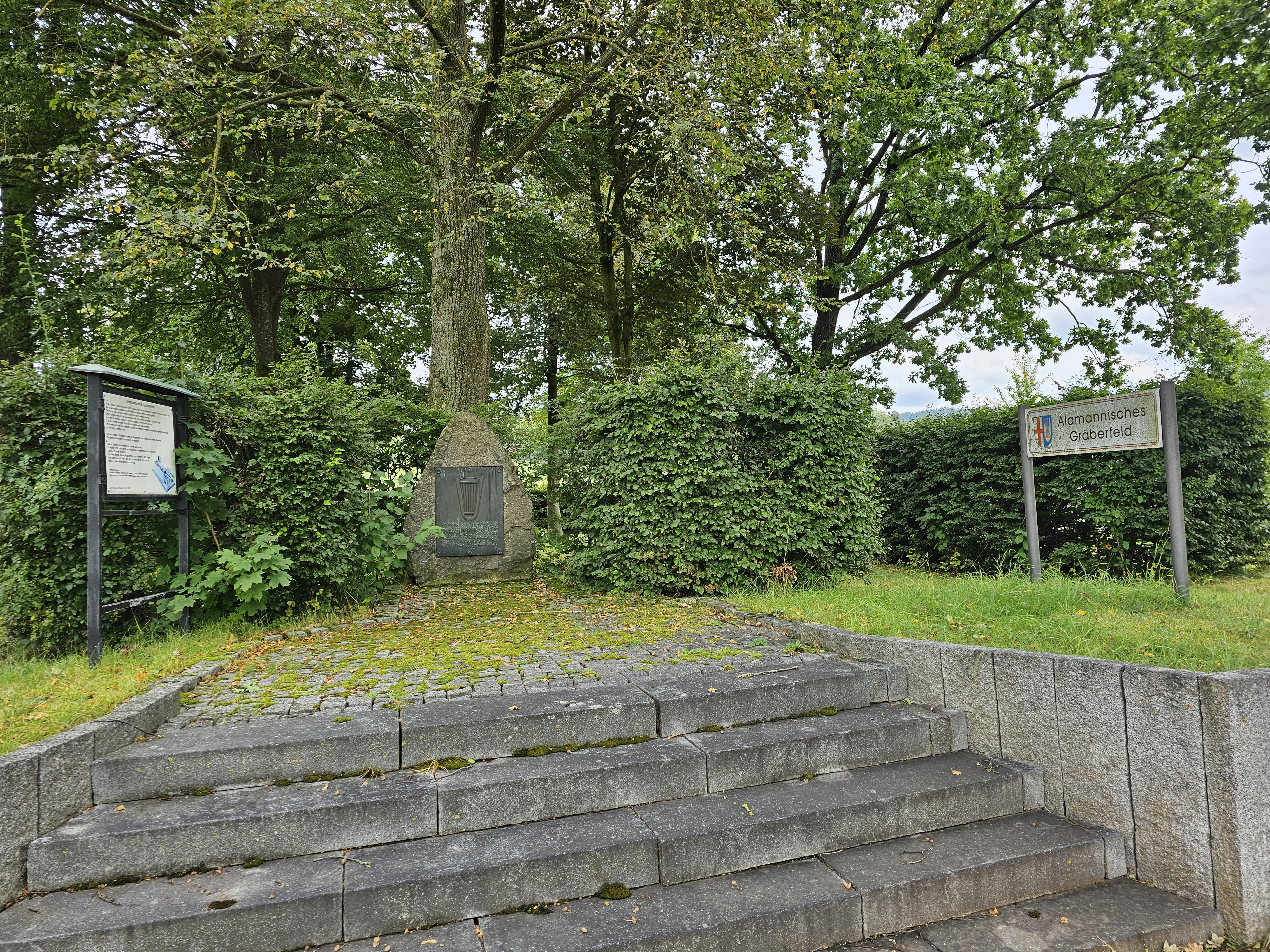
Fundstelle des Gräberfelds

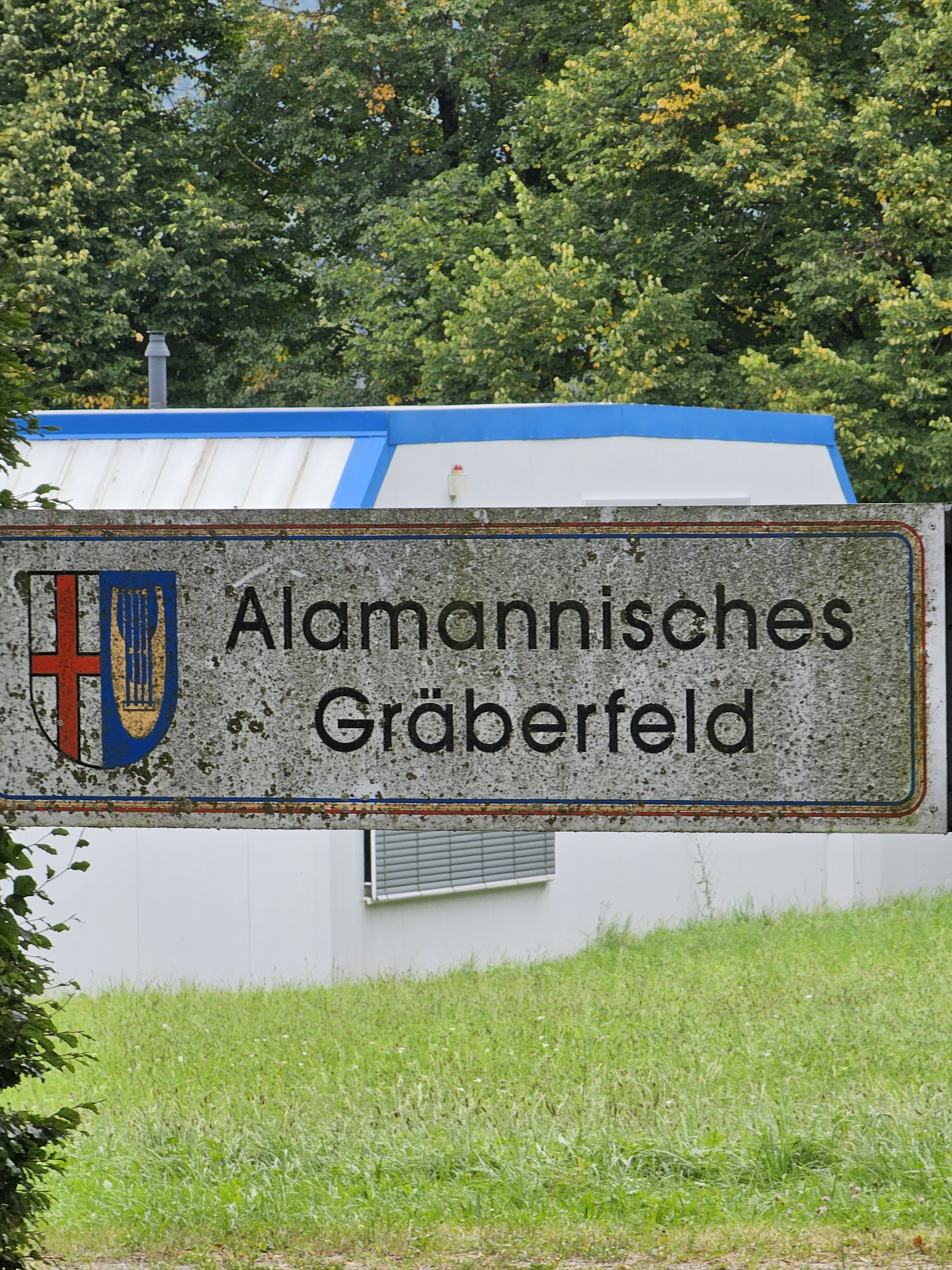
Hinweistafel "Alamannisches Gräberfeld"

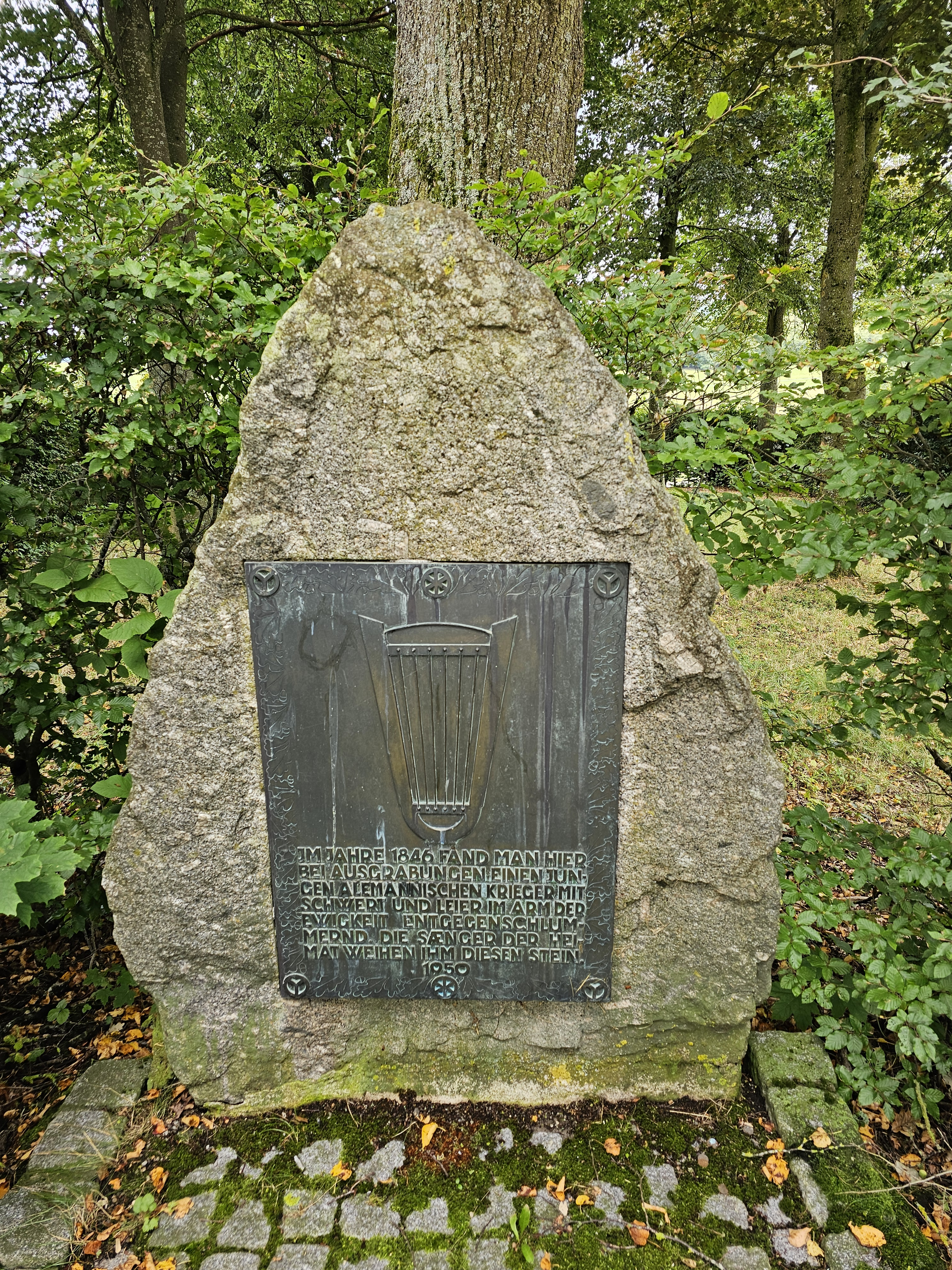
Sängerstein bei der Fundstelle des Gräberfeldes